# Sunshine on Leith (sång)
Sunshine on Leith är en låt av den skotska popgruppen The Proclaimers, utgiven 1988 på albumet Sunshine on Leith och som singel. Den har kommit att bli en av gruppens absolut mest populära sånger.
Sången "Sunshine on Leith" av Proclaimers från album med samma namn (utgivet 1988) har blivit en signaturmelodi för området Leith i Edinburgh. Charlie och Craig Reid i gruppen har bott där. Hibernian FC hemmamatcher sjungs låten. Det har gjorts en musikal med Proclaimers låtar 2007  och 2013 gjordes en film båda med namnet "Sunshine on Leith".

## Källa
1. ↑  ”Singing twins bring sunshine to Leith”. The Scotsman (Johnston Publishing). 4 maj 2002. http://www.scotsman.com/news/singing-twins-bring-sunshine-to-leith-1-950052. Läst 13 oktober 2013.  ”The Best Of album, due for release in the UK on May 13, features 20 songs drawn from the duo’s 15-year career, including Sunshine On Leith, their famous anthem which is regularly played at Easter Road, home of their beloved Hibernian Football Club.”
2. ↑  Fisher, Mark (28 april 2007). ”Sunshine on Leith: A Musical”. The Guardian. https://www.theguardian.com/stage/2007/apr/28/theatre1. Läst 16 september 2013.
3. ↑  ”Sunshine on Leith”. TIFF. Arkiverad från originalet den 16 augusti 2013. https://web.archive.org/web/20130816021448/http://tiff.net/filmsandschedules/festival/2013/sunshineonleith. Läst 17 augusti 2013.